# ایل شقاقی
ایل شقاقی (کردی: شه‌قاقی، Şeqaqî) نام یکی از ایل‌های کرد ایران و ترکیه است. که یکجانشین شده‌اند. شقاقی‌ها در استان‌های آذربایجان شرقی (میانه، سراب، هشترود)، اردبیل (خلخال)، خراسان رضوی (قوچان) و زنجان (جداقیه)، آذربایجان غربی (پیرانشهر) و خراسان شمالی (بجنورد) زندگی می‌کنند. شقاقی‌ها از کردستان ترکیه به ایران کوچانده شده‌اند.
بسیاری از شقاقی‌ها در کشور فلسطین زندگی می‌کنند و شیعه هستند، ولی هویت عربی به خود گرفته‌اند. از شقاقی‌های مشهور فلسطینی می‌توان به فتحی شقاقی اشاره کرد.

## طایفه‌ها
- دلیکانلو[۵]
- اروانلو
- زفرانلو (اکرانلو)
- ایل پیران
- بالکانلو(پالکانلو)
- پسیرانلو (پسیانلو)
- بادانلو(بادلانلو)، (بهادری)
- گورانلو (کورانلو)، (گورکانلو)
- یاراحمدلو
- میرسلطانلو (کریم زاده)
- موصانلو
- فتحعلیخان لو
- توشماللو
- شاطرانلو
- میرزالو(میرزالی)

## افراد مشهور
- علی خان شقاقی اولین خان خانات سراب و از ایل شقاقی بود که در ۱۱۶۰ه‍.ق (۱۷۴۷ تا ۱۷۸۶م) به قدرت رسید.
- صادق خان شقاقی: بیگلربیگی سراب و از سرداران صفویه (نادر شاه افشار و فتحعلی‌خان قاجار نیز هم‌زمان با وی از سرداران سلطان حسین خان صفوی بوده‌اند)
- عزیزخان شقاقی: از نواده‌های صادق خان شقاقی و از روشن‌فکران و مصلحان دورهٔ مشروطه
- میرزا مهدی خان شقاقی ملقب به ممتحن الدوله اولین مهندس معمار (آرشیتکت) ایران
- هادی خان شقاقی (حصن الدوله)، فرزند میرزا مهدی خان شقاقی
- هوشنگ خانشقاقی طراح و سازنده نخستین برج و بنای بلند مرتبه ایران و فرزند هادی خان شقاقی
- کربلایی امامیار شقاقی شاطرانلو: شاعر ترک‌زبان آذربایجانی
- مهدی بیگ شقاقی: شاعر، از طایفه اسپرلو سراب
- میرزا محمدحسین بالکانلو: شاعر
- مهدی‌خان مهندس: مورخ از ایل شقاقی سراب
- محمد کریم شقاقی گرمرودی: مؤلف لغت‌نامه برهان جامع و همچنین معلم محمدشاه قاجار فرزند عباس میرزا
- میرزا حسن رشدیه: از پیشقدمان نهضت فرهنگی ایران و نخستین مؤسس مدارس جدید در تبریز مشهور به پدر فرهنگ جدید ایران؛ وی فرزند سارا خانم شقاقی نوه صادق خان شقاقی بود.
- سرلشکر عزیزالله ضرغامی شقاقی فرزندحسین پاشاخان شقاقی؛ رئیس ستاد ارتش رضاشاه ۱۳۱۳–۱۳۲۰ و فرمانده دانشکده افسری در اوایل دوران محمدرضا پهلوی
- دکتر مهدی ضرغامی شقاقی فرزند ارتشبد عزیزالله ضرغامی شقاقی؛ استاد مهندسی عمران و از رؤسای دانشگاه صنعتی آریامهر
- اسداله خان شقاقی ملقب به سالارمظفر، از رهبران کانون اتحاد و جمعیت خیریه ملی در میانه که در مقابل جریان فرقه دموکرات در میانه و جنایات غلام یحیی ایستادگی کرد و در ۲۱ آذر ۱۳۲۴ به همراه پسرش حبیب‌ا… شقاقی تیرباران شد.
- ویدا شقاقی زبان‌شناس ایرانی و دانشیار دانشگاه علامه طباطبایی
- فردین شقاقی از نخبگان طایفه، شخصیت دانشگاهی در حوزه حقوق کیفری